# Flugplatz Skaftafell

i8
i11
i13
Der Flugplatz Skaftafell (ICAO-Code: BISL) liegt im Süden von Island.
Er liegt etwa 2 km südlich vom Besucherzentrum des Skaftafell-Nationalparks, der 2008 in den Vatnajökull-Nationalpark eingegliedert wurde.

Die erste Start- und Landebahn 15/33, 610 × 20 m wurde von der Familie, der das Land gehört, im Jahr 1984 angelegt.
Die zweite 16/34, 1020 × 25 m kam 1996 dazu.
Der private Flugplatz wird in den Sommermonaten überwiegend für Sightseeing-Flüge genutzt.
Als im Jahr 1996 ein Gletscherlauf die Ringstraße mit der Skeiðarárbrú in dem Bereich zerstörte, 
wurden über den Flugplatz Personen und Material transportiert.